# Collins Chabane
Ohm Collins Chabane, né le 15 avril 1960 à Xikundu dans le nord du Transvaal (Afrique du Sud) et mort le 15 mars 2015 près de Pietersburg dans la province du Limpopo (Afrique du Sud), est un homme politique sud-africain, membre du congrès national africain, membre du parlement (1994-1997 et 2009-2015), membre du gouvernement provincial du Limpopo (1997-1998), ministre à la présidence, chargé de la performance et de l'évaluation des politiques publiques (2009-2014) sous le premier mandat de Jacob Zuma puis ministre des services publics et de l’administration (2014-2015).

## Biographie
Militant anti-apartheid dès l'âge de 17 ans, il fut membre de Umkhonto we Sizwe (MK), arrêté et emprisonné au pénitencier de Robben Island (1984-1990). Pour ses agissements au sein de MK, il fut amnistié par la commission vérité et réconciliation en 1998.
Collins Chabane est mort dans un accident de la route, la voiture officielle qui le transportait s'étant encastrée dans un camion près de Pietersburg.